# Institut technique de la betterave
L'Institut technique de la betterave, ou ITB, est un institut technique agricole français, spécialisé dans la culture de la betterave sucrière. Il coordonne la recherche agronomique autour de cette plante cultivée sur presque 500 000 ha (soit environ 2 % de la sole agricole française), et diffuse des conseils à 26 000 planteurs. L'ITB participe à la recherche agronomique française grâce à des partenariats européens et nationaux (fonds Horizon 2020, CASDAR...) avec d'autres organismes de recherche (INRAe, ACTA).

## Historique
L'ITB est fondé en 1944 par des planteurs de betterave (la CGB) et des industriels transformateurs (le SNFS), ce qui en fait le premier institut technique agricole français, créé deux ans avant l'Institut national de la recherche agronomique. Le premier directeur est Jean Achard, qui fut directeur de la Confédération générale des planteurs de betteraves de 1926 à 1939 puis Secrétaire d'État au ravitaillement.
De statut associatif, l'organisme fait partie de l'ACTA, au même titre que les autres instituts techniques agricoles (Arvalis, Terres Inovia, etc.). Il se consacre uniquement à la culture de la betterave sucrière (au troisième rang des surfaces de grandes cultures, derrière les céréales et les oléagineux mais devant les protéagineux et les pommes de terre).

## Activités et missions
L'ITB est un institut de recherche appliquée qui met en place des expérimentations, et diffuse ses conseils agronomiques aux professionnels de la filière. Il est chargé de répondre aux sollicitations techniques de la filière pour apporter des solutions agronomiques aux difficultés et impasses pouvant être rencontrées,.
Qualifié par le Ministère de l'Agriculture, l'institut contribue notamment à expérimenter et encourager les pratiques culturales durables,. Des experts sont présents dans les zones de production afin de mener les essais et conseiller les agriculteurs.
Au sein de son réseau d'essais, l'ITB compare les différentes variétés commercialisées ou en voie de mise sur le marché afin d'évaluer leurs performances génétiques. Avec ses propres équipes scientifiques et celles de ses partenaires, il étudie les bioagresseurs et la physiologie de la betterave sucrière,. Enfin, le relai des innovations agronomiques, est une de ses missions, avec la diffusion via des notes d'informations, les réseaux sociaux, la presse agricole ou des articles scientifiques.

## Localisation et effectifs
L'institut compte environ 40 personnes dont la moitié est répartie dans les régions productrices de betterave sucrière (de la région Centre Val-de-Loire jusqu'au Nord Pas-de-Calais). Outre le siège social parisien, huit délégations régionales assurent le contact avec agriculteurs et industriels de la filière betteravière et conduisent les essais agronomiques.